# (18343) Asja
(18343) Asja est un astéroïde de la ceinture principale.

## Description
(18343) Asja est un astéroïde de la ceinture principale. Il fut découvert le 2 octobre 1989 à Smolyan par Eric Walter Elst. Il présente une orbite caractérisée par un demi-grand axe de 2,41 UA, une excentricité de 0,19 et une inclinaison de 3,5° par rapport à l'écliptique.